# Daniił Trifonow
Daniił Olegowicz Trifonow (ros. Даниил Олегович Трифонов, ur. 5 marca 1991 w Niżnym Nowogrodzie) – rosyjski pianista; laureat wielu międzynarodowych konkursów pianistycznych.

## Życiorys
Na fortepianie zaczął grać w wieku pięciu lat. Ukończył Szkołę Muzyczną im. Gniesinych w Moskwie i odbył studia w zakresie pianistyki i kompozycji w Cleveland Institute of Music w Stanach Zjednoczonych.
W trakcie swojej kariery wystąpił na wielu konkursach pianistycznych:
- Międzynarodowy Konkurs Pianistyczny im Fryderyka Chopina w Pekinie (2006) – III nagroda
- Międzynarodowy Konkurs Pianistyczny Republiki San Marino (2008) – I nagroda
- Międzynarodowy Konkurs Pianistyczny im. Aleksandra Skriabina w Moskwie (2008) – V nagroda
- XV Konkurs Eurowizji dla Młodych Muzyków (2010) – III nagroda
- XVI Międzynarodowy Konkurs Pianistyczny im. Fryderyka Chopina (2010) – III miejsce i nagroda Polskiego Radia za najlepsze wykonanie mazurków[1]
- XIII Międzynarodowy Mistrzowski Konkurs Pianistyczny im. Artura Rubinsteina w Tel Awiwie (2011) – I nagroda i trzy nagrody specjalne[2]
- XIV Międzynarodowy Konkurs Muzyczny im. Piotra Czajkowskiego (2011) – I nagroda

Występuje w wielu krajach Europy, Ameryki Północnej i Azji. Koncertował m.in. w Carnegie Hall w Nowym Jorku i kilka razy na festiwalu Chopin i jego Europa w Warszawie. Nagrywa utwory dla radia i telewizji.
W swoim dorobku ma kilka płyt z muzyką m.in. Fryderyka Chopina i Piotra Czajkowskiego.